# Christopher Hart
Christopher Hart (Nanaimo, 22 febbraio 1961) è un attore e mago canadese, noto soprattutto per aver interpretato Mano nei film La famiglia Addams, La famiglia Addams 2 e La famiglia Addams si riunisce.

## Biografia
Christopher Hart nacque a Nanaimo, nella Columbia Britannica, da madre inglese e padre canadese e frequentò una scuola cattolica a Los Angeles.
All'età di otto anni si appassionò alla magia dopo aver visto un libro nella biblioteca locale. Decise di diventare un mago grazie anche alla serie televisiva il mago con Bill Bixby che andava in onda lall'epoca.
A sedici anni, dopo numerose audizioni, Hart fu accettato nel programma junior d'élite del Magic Castle. Da adolescente, guadagnò soldi extra lavorando in un cimitero come scavatore di tombe e venne soprannominato Lurch data la sua statura alta e il suo fisico snello. Una volta lasciato l'impiego al cimitero Hart accettò di lavorare all' Hollywood Magic, il più grande negozio di magia del West Coast come dimostratore di trucchi magici.
Lavorare a Hollywood ha dato a Hart l'opportunità di incontrare ed esibirsi davanti ad artisti del calibro di Michael Jackson, Johnny Carson, Muhammad Ali e Harry Anderson.  Hart venne presto notato da David Copperfield che, colpito dalla sua conoscenza ed esperienza nel campo della magia, lo scelse come collaboratore in molti spettacoli dal vivo e televisivi, tra cui lo speciale della Grande Muraglia Cinese.
I suoi giochi di prestigio sono stati usati negli spot televisivi nazionali per McDonald's, Honda e RCA. È stato insignito due volte del premio Stage Magician of the Year dal Magic Castle di Hollywood, e la principessa Stefania di Monaco gli ha assegnato personalmente il primo premio al Grand Prix Magique di Monte Carlo.
Nei film La famiglia Addams (The Addams Family, 1991), La famiglia Addams 2 (Addams Family Values, 1993) e La famiglia Addams si riunisce (Addams Family Reunion, 1998), Christopher Hart venne ingaggiato dal regista Barry Sonnenfeld per interpretare Mano. L'interpretazione non fu affatto facile, dal momento che Hart doveva radersi quotidianamente il braccio fino al gomito e indossare una protesi che facesse apparire l'avambraccio troncato, svolgendo al contempo azioni piuttosto complesse in posizioni e situazioni scomode.
Hart si esibisce attualmente nel programma Magic Stars in TV al Golden Cabaret dell'Horizon Casino Resort al Lago Tahoe in Nevada.
Nel 2018, Hart partecipò al game show di To tell the truth e nel 2022 al game show I Can See Your Voice.

## Filmografia

### Cinema
- La famiglia Addams (The Addams Family), regia di Barry Sonnenfeld (1991)
- La famiglia Addams 2 (Addams Family Values), regia di Barry Sonnenfeld (1993)
- One Hand, Left, regia di Corky Quakenbush (1998) - cortometraggio
- Giovani diavoli  (Idle Hands), regia di Rodman Flender (1999)

### Televisione
- Colombo (Columbo) - serie televisiva, episodio 8x01 (1989)
- I racconti di Quicksilver (Quicksilver Highway), regia di Mick Garris (1997) - film TV
- La famiglia Addams si riunisce (Addams Family Reunion), regia di Dave Payne (1998) - film TV e direct-to-video
- Angel - serie televisiva, episodio 1x04 (1999)

### Videoclip
- MC Hammer Addams Groove (1991)